# متلازمة آس
متلازمة آس (بالإنجليزية Aase syndrome) هي متلازمة وراثية نادرة تتميز بفقر الدم مع تشوهات مفصلية وهيكلية. ويعتقد أنها صبغية سائدة متوارثة، ولكن القاعدة الجينية غير معروفة.وفقر الدم ناتج عن عدم تطور النخاع العظمي، حيث تبنى الخلايا الدموية.ويكون النمو بطيئاً والجلد شاحباً، ويتأخر إغلاق اليافوخ, ويكون الكتف ضيقاً، ويكون هناك فلح حنكي وتشوه أذني وجفون متثاقلة، وعدم القدرة على مد المفاصل.وبالإضافة إلى فقر الدم فقد يظهر الفحص بالموجات فوق الصوتية خلل في القلب كخلل الجدار بين البطينين، ويمكن أخذ خزعة من النخاع العظمي.علاج فقر الدم لا يحل المشكلة فقد تبقى مضاعفات تشمل الضعف العام وضعف المقاومة. ولا يمكن الوقاية من الأمراض ذي الأصل الجيني بعد.
هو مرض وراثي نادر و من أهم خصائصه انه يكون مصحوب بالانيميا (فقر الدم) مع عدم انتظام في شكل العظام و المفاصل.

## الأسباب
يرجع الكثير من العلماء السبب في خلل في أحد الكرموسومات الجسدية و لا تزال القاعدة الاساسية للإصابة بهذا المرض مجهولة (توجد في بعض العائلات النادرة) و بالنسبة لفقر الدم الدم يرجع لعدم نضوج نخاع العظام حيث مكان تصنع خلايا الدم بأنواعها المختلفة

## الأعراض
1.النمو البطيء للجسم
2.شحوب لون الوجه والجلد بشكل عام و ذلك بسسب فقر الدم
3.تأخيرو بطء في اغلاق الفجوات في الرأس عند الولادة
4.قصر و ضيق الكتفين
5.وجود ثلاثة مفاصل في اصبع الإبهام
6.عدم قدرة فرد الاصابع بسبب عدم انتظام المفاصل
7.عدم انسداد سقف الفم بحيب يكون مفتوح التجويف الانفي على الفم
8.عدم انتظام غضاريف الاذنين
9.سقوط جفوف العينين

## التشخيص
1.فحص دم شامل: حيث يلاحظ وجود فقر دم و انخفاض في مستوى خلايا الدم البيضاء الدفاعية
2.الايكو: و تكون النتيجة وجود عيوب خلقية في القلب و خصوصا في الحاجز الواقع بين الاذيننين
3.الاشعة السينية: و تظهر الخلل الواقع في العظام و المفاصل و عدم انتظام جزيئات العظام
4.سحب عينة من نخاع العظم: يظهر بطء نمو النخاع

## العلاج
1-نقل الدم للطفل لعلاج فقر الدم و ذلك في العام الأول
2-اعطاء بريدنزون و هو من أحد أنواع الكوتيزون
3-ولكن ممنوع اعطائه في مرحلة الطفولة و ذلك لتأثيره المباشر على طبيعة النمو الجسم و خصوصا الدماغ
4.والعلاج النهائي في حالة فشل العلاجات السابقة هو زراعة نخاع العظم